# 島根中央信用金庫
島根中央信用金庫（しまねちゅうおうしんようきんこ）は、島根県出雲市に本店を置く信用金庫。「中央しんきん」の愛称で親しまれる。

## 概要

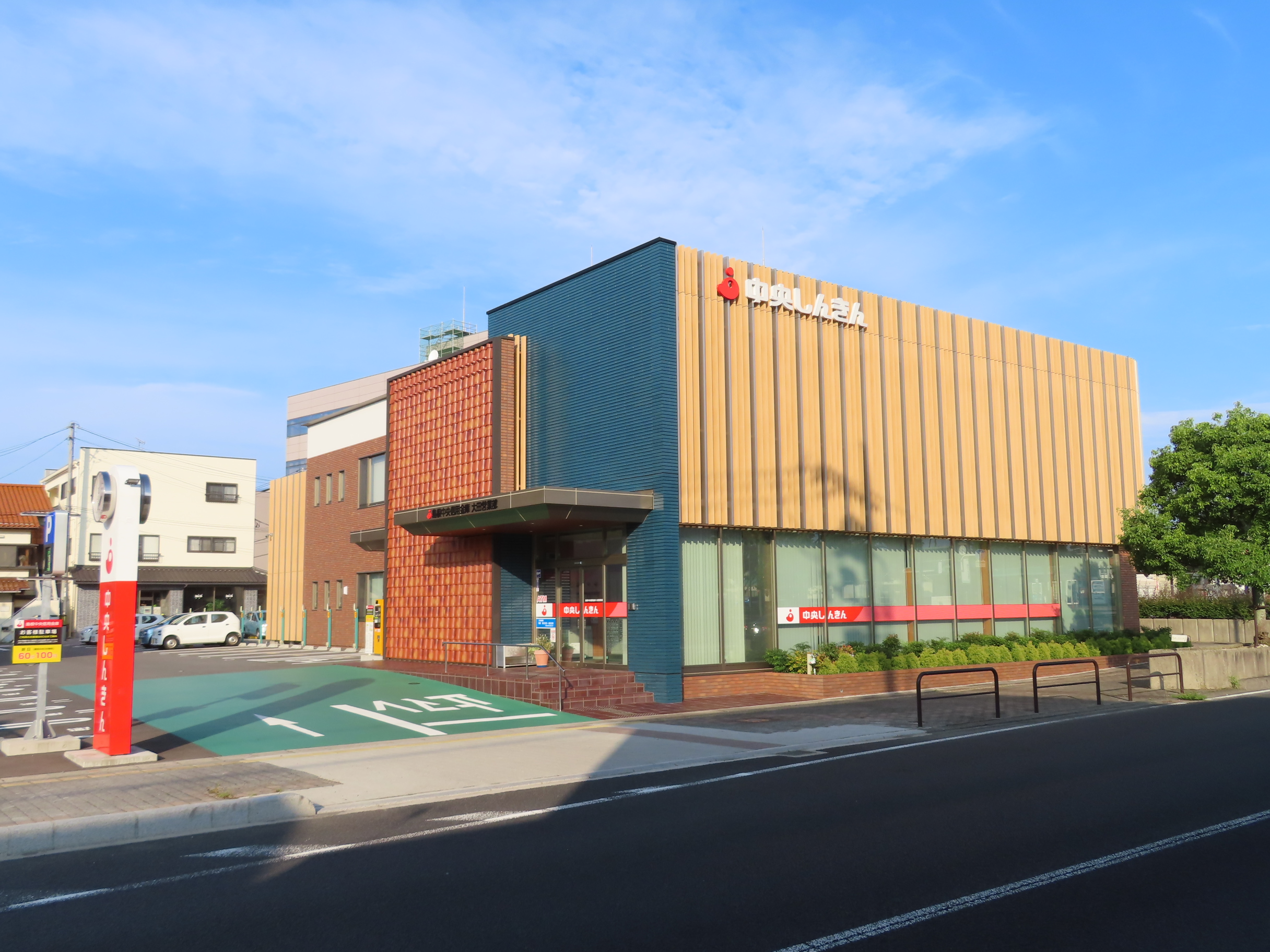
大田営業部（大田市）

2006年11月6日に出雲信用組合と大田市に本店のあった旧島根中央信用金庫とが対等合併し、新「島根中央信用金庫」となった。本店営業部と本部は出雲市の旧出雲信用組合の本店、本部とした。なお、旧島根中央信用金庫本店については「大田営業部」となった。
理事長は旧信金理事長の的場理事長（川本信用金庫出身）、副理事長には旧出雲信組理事長の木佐理事長が就任した。合併前の時点で、預金量は約100億円、貸出量で約200億円ほど出雲信用組合が多かった。
合併後は出雲市内で隣接している店舗の統廃合を進めるとともに、人口の減少、地域地場産業（瓦生産）の衰退の著しい旧島根中央信用金庫の主要営業地区の石見部での営業体制を再考している。また、合併前に発覚した旧信金の監事による横領着服事件と直後に発覚した旧信金職員による着服による金融庁からの業務改善命令は合併後も継続し解除になっていない（2007年12月現在）。
なお、旧：出雲信組の流れを引き継いで島根銀行ATMとの相互開放（しまぎん・中央しんきんネットサービス）も実施されている。

## 沿革
- 1948年（昭和23年）
  - 6月 - 川本商工協同組合設立。
  - 11月 - 大田商工協同組合設立。
- 1952年（昭和27年）5月 - 大田信用金庫に改組。
- 1953年（昭和28年）5月 - 川本信用金庫に改組。
- 1969年（昭和44年）8月 - 川本信用金庫が都野津信用組合を吸収合併し、島根中央信用金庫に改称。旧・都野津信用組合本店は江津支店とされた。
- 1974年（昭和49年）4月 - 大田信用金庫と島根中央信用金庫が対等合併。存続金融機関を大田信用金庫とし、金庫名称を島根中央信用金庫とした。旧本店は川本支店とされた。
- 2004年（平成16年）10月1日 - 山陰合同銀行とATM・CD相互無料提携（さんいんネットサービス）を開始。
- 2006年（平成18年）11月6日 - 出雲信用組合と旧・島根中央信用金庫が対等合併（信用金庫を存続金融機関とした）、本店を出雲市（旧・出雲信用組合本店）に移転する（旧本店は「大田営業部」に改称）。
  - 当初2006年4月に出雲信用組合との合併を予定していたが、2005年12月に発覚した常勤監事による、2006年1月に発覚した職員による顧客の預金の着服事件により金融庁から業務改善命令が出されたため、合併は2006年11月6日に延期になった。その時、旧信組の元理事を新監事に招聘し合併に至った経緯がある。また、本店が出雲市に移転するため、名称は旧金庫の名称を使用することとした。
- 2017年（平成29年）6月27日 - 理事長の的場章好が退任し、福間均が新理事長に就任[1]。
- 2019年（令和元年）5月20日 - この日から磁気の影響を受けにくい新しい通帳（Hi-Co通帳）を取扱開始した(Hi-Co通帳に対応していない信用金庫ATMではHi-Co通帳は使えない。)[2]。

## 営業範囲
- 島根県

松江市、浜田市（旧浜田市、旧旭町）、出雲市、大田市、安来市、江津市、雲南市、仁多郡奥出雲町、飯石郡飯南町、邑智郡川本町、美郷町、邑南町
- 広島県

三次市（作木町）、安芸高田市（高宮町）、山県郡北広島町（旧大朝町）